# Населення Гватемали
Населення Гватемали. Чисельність населення країни 2015 року становила 14,918 млн осіб (71-ше місце у світі). Чисельність гватемальців стабільно збільшується, народжуваність 2015 року становила 24,89 ‰ (53-тє місце у світі), смертність — 4,77 ‰ (196-те місце у світі), природний приріст — 1,82 % (63-тє місце у світі) . 

## Природний рух

### Відтворення
Народжуваність у Гватемалі, станом на 2015 рік, дорівнює 24,89 ‰ (53-тє місце у світі). Коефіцієнт потенційної народжуваності 2015 року становив 2,9 дитини на одну жінку (57-ме місце у світі). Середній вік матері при народженні першої дитини становив 20,3 року, медіанний вік для жінок — 25—29 років (оцінка на 2009 рік).
Смертність у Гватемалі 2015 року становила 4,77 ‰ (196-те місце у світі).
Природний приріст населення у країні 2015 року становив 1,82 % (63-тє місце у світі).

### Вікова структура

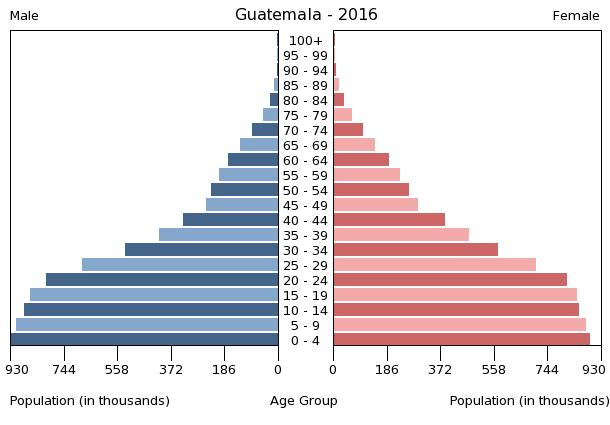
Віково-статева піраміда населення Гватемали, 2016 рік

Середній вік населення Гватемали становить 21,7 року (181-ше місце у світі): для чоловіків — 21, для жінок — 22,4 року. Очікувана середня тривалість життя 2015 року становила 72,02 року (145-те місце у світі), для чоловіків — 70,07 року, для жінок — 74,06 року.
Вікова структура населення Гватемали, станом на 2015 рік, виглядає таким чином:
- діти віком до 14 років — 35,57 % (2 704 784 чоловіки, 2 602 397 жінок);
- молодь віком 15—24 роки — 21,99 % (1 646 350 чоловіків, 1 633 666 жінок);
- дорослі віком 25—54 роки — 32,93 % (2 337 192 чоловіки, 2 575 674 жінки);
- особи передпохилого віку (55—64 роки) — 5,2 % (370 456 чоловіків, 405 496 жінок);
- особи похилого віку (65 років і старіші) — 4,31 % (298 319 чоловіків, 344 665 жінок)[1].

### Шлюбність— розлучуваність
Коефіцієнт шлюбності, тобто кількість шлюбів на 1 тис. осіб за календарний рік, дорівнює 3,8; коефіцієнт розлучуваності — 0,2; індекс розлучуваності, тобто відношення шлюбів до розлучень за календарний рік — 5.

## Розселення
Густота населення країни 2015 року становила 152,5 особи/км² (83-тє місце у світі). Більшість населення країни мешкає в сільській місцевості на півдні, переважно в гірських районах придатних до ведення сільського господарства.

### Урбанізація
Гватемала високоурбанізована країна. Рівень урбанізованості становить 51,6 % населення країни (станом на 2015 рік), темпи зростання частки міського населення — 3,4 % (оцінка тренду за 2010—2015 роки).
Головні міста держави: Гватемала (столиця) — 2,918 млн осіб (дані за 2015 рік).

### Міграції
Річний рівень еміграції 2015 року становив 1,97 ‰ (165-те місце у світі). Цей показник не враховує різниці між законними і незаконними мігрантами, між біженцями, трудовими мігрантами та іншими.

#### Біженці й вимушені переселенці
У країні налічується 251 тис. внутрішньо переміщених осіб, через внутрішній конфлікт між урядовими загонами, наркокартелями, бандитами, селянами та індіанцями майя, що закінчився 1996 року.
Гватемала є членом Міжнародної організації з міграції (IOM).

## Расово-етнічний склад
| Етнічний склад (2001 рік) | Етнічний склад (2001 рік) | Етнічний склад (2001 рік) | Етнічний склад (2001 рік) | Етнічний склад (2001 рік) |
| ------------------------- | ------------------------- | ------------------------- | ------------------------- | ------------------------- |
| Етнос:                    |                           |                           | Відсоток:                 |                           |
| метиси і європейці        | метиси і європейці        |                           | 59.4%                     | 59.4%                     |
| кіче                      | кіче                      |                           | 9.1%                      | 9.1%                      |
| какчікель                 | какчікель                 |                           | 8.4%                      | 8.4%                      |
| мамці                     | мамці                     |                           | 7.9%                      | 7.9%                      |
| кекчі                     | кекчі                     |                           | 6.3%                      | 6.3%                      |
| інші індіанці             | інші індіанці             |                           | 8.8%                      | 8.8%                      |
| інші                      | інші                      |                           | 0.1%                      | 0.1%                      |

Головні етноси країни: метиси і європейці — 59,4 %, індіанці кіче — 9,1 %, какчікель — 8,4 %, мамці — 7,9 %, кекчі — 6,3 %, інші майя — 8,6 %, інші індіанці — 0,2 %, інші — 0,1 % населення (оціночні дані за 2001 census).

## Мови
| Мови Гватемали (2015 рік) | Мови Гватемали (2015 рік) | Мови Гватемали (2015 рік) | Мови Гватемали (2015 рік) | Мови Гватемали (2015 рік) |
| ------------------------- | ------------------------- | ------------------------- | ------------------------- | ------------------------- |
| Мова:                     |                           |                           | Відсоток:                 |                           |
| іспанська                 | іспанська                 |                           | 60%                       | 60%                       |
| індіанські мови           | індіанські мови           |                           | 40%                       | 40%                       |

Офіційна мова: іспанська — розмовляє 60 % населення країни. Інші поширені мови: 23 індіанські мови (кіче, какчікель, мамська, гарифуна, хінка, кекчі) — 40 %.

## Релігії
| Релігії в Гватемалі (2009 рік) | Релігії в Гватемалі (2009 рік) | Релігії в Гватемалі (2009 рік) | Релігії в Гватемалі (2009 рік) | Релігії в Гватемалі (2009 рік) |
| ------------------------------ | ------------------------------ | ------------------------------ | ------------------------------ | ------------------------------ |
| Віросповідання:                |                                |                                | Відсоток:                      |                                |
| християни                      | християни                      |                                | 90%                            | 90%                            |
| традиційні вірування           | традиційні вірування           |                                | 10%                            | 10%                            |

Головні релігії й вірування, які сповідує, і конфесії та церковні організації, до яких відносить себе населення країни: римо-католицтво, протестантизм, традиційні вірування індіанців майя.

## Освіта
Рівень письменності 2015 року становив 81,5 % дорослого населення (віком від 15 років): 87,4 % — серед чоловіків, 76,3 % — серед жінок.
Державні витрати на освіту становлять 2,8 % ВВП країни, станом на 2013 рік (139-те місце у світі). Середня тривалість освіти становить 11 років, для хлопців — до 11 років, для дівчат — до 10 років (станом на 2013 рік).

## Охорона здоров'я
Забезпеченість лікарями у країні на рівні 0,93 лікаря на 1000 мешканців (станом на 2009 рік). Забезпеченість лікарняними ліжками у стаціонарах — 0,6 ліжка на 1000 мешканців (станом на 2011 рік). Загальні витрати на охорону здоров'я 2014 року становили 6,2 % ВВП країни (88-ме місце у світі).
Смертність немовлят до 1 року, станом на 2015 рік, становила 22,73 ‰ (77-ме місце у світі); хлопчиків — 24,73 ‰, дівчаток — 20,62 ‰. Рівень материнської смертності 2015 року становив 88 випадків на 100 тис. народжень (64-те місце у світі).
Гватемала входить до складу ряду міжнародних організацій: Міжнародного руху (ICRM) і Міжнародної федерації товариств Червоного Хреста і Червоного Півмісяця (IFRCS), Дитячого фонду ООН (UNISEF), Всесвітньої організації охорони здоров'я (WHO).

### Захворювання
Потенційний рівень зараження інфекційними хворобами в країні високий. Найпоширеніші інфекційні захворювання: діарея, гепатит А, черевний тиф, гарячка денге, малярія. Станом на серпень 2016 року в країні були зареєстровані випадки зараження вірусом Зіка через укуси комарів Aedes, переливання крові, статевим шляхом, під час вагітності.
2014 року зареєстровано 49,1 тис. хворих на СНІД (56-те місце у світі), це 0,54 % населення в репродуктивному віці 15—49 років (64-те місце у світі). Смертність 2014 року від цієї хвороби становила 1,7 тис. осіб (58-ме місце у світі).
Частка дорослого населення з високим індексом маси тіла 2014 року становила 16,4 % (100-те місце у світі); частка дітей віком до 5 років зі зниженою масою тіла становила 12,6 % (оцінка на 2015 рік). Ця статистика показує як власне стан харчування, так і наявну/гіпотетичну поширеність різних захворювань.

### Санітарія
Доступ до облаштованих джерел питної води 2015 року мало 98,4 % населення в містах і 86,8 % у сільській місцевості; загалом 92,8 % населення країни. Відсоток забезпеченості населення доступом до облаштованого водовідведення (каналізація, септик): в містах — 77,5 %, в сільській місцевості — 49,3 %, загалом по країні — 63,9 % (станом на 2015 рік). Споживання прісної води, станом на 2006 рік, дорівнює 3,46 км³ на рік, або 259,1 тонни на одного мешканця на рік: з яких 15 % припадає на побутові, 31 % — на промислові, 54 % — на сільськогосподарські потреби.

## Соціально-економічне становище
Співвідношення осіб, що в економічному плані залежать від інших, до осіб працездатного віку (15—64 роки) загалом становить 70,9 % (станом на 2015 рік): частка дітей — 62,6 %; частка осіб похилого віку — 8,3 %, або 12,1 потенційно працездатного на 1 пенсіонера. Загалом ці показники характеризують рівень потреби державної допомоги в секторах освіти, охорони здоров'я та пенсійного забезпечення, відповідно. За межею бідності 2014 року перебувало 59,3 % населення країни. Розподіл доходів домогосподарств у країні виглядає таким чином: нижній дециль — 1,3 %, верхній дециль — 42,4 % (станом на 2006 рік).
Станом на 2013 рік, у країні 1,6 млн осіб не має доступу до електромереж; 78 % населення має доступ, у містах цей показник дорівнює 85 %, у сільській місцевості — 72 %. Рівень проникнення інтернет-технологій низький. Станом на липень 2015 року в країні налічувалось 4,043 млн унікальних інтернет-користувачів (90-те місце у світі), що становило 27,1 % загальної кількості населення країни.

### Трудові ресурси
Загальні трудові ресурси 2014 року становили 6,316 млн осіб (68-ме місце у світі). Зайнятість економічно активного населення у господарстві країни розподіляється таким чином: аграрне, лісове і рибне господарства — 31,2 %; промисловість і будівництво — 14,4 %; сфера послуг — 54,4 % (станом на 2014 рік). 929,85 тис. дітей у віці від 5 до 17 років (21 % загальної кількості) 2006 року були залучені до дитячої праці. Безробіття 2014 року дорівнювало 2,9 % працездатного населення, 2013 року — 3 % (20-те місце у світі); серед молоді у віці 15—24 років ця частка становила 6,3 %, серед юнаків — 6,5 %, серед дівчат — 5,8 % (117-те місце у світі).

## Кримінал

### Наркотики

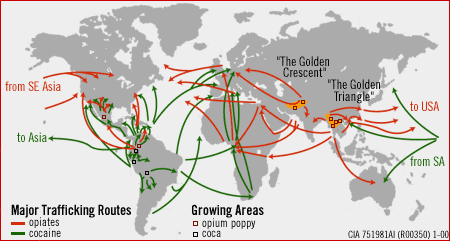
Світові маршрути наркотрафіку

Велика транзитна країна для героїну і кокаїну на шляхах наркотрафіку до Мексики; 2005 року опійний мак вирощувався на площі 100 га (потенційно до 1 тонни чистого героїну на рік); вирощування марихуани для домашнього вжитку; відмивання грошей і корупція залишаються гострими внутрішніми проблемами країни.

### Торгівля людьми
Згідно зі щорічною доповіддю про торгівлю людьми (англ. Trafficking in Persons Report) Управління з моніторингу та боротьби з торгівлею людьми Державного департаменту США, уряд Гватемали докладає значних зусиль у боротьбі з явищем примусової праці, сексуальної експлуатації, незаконною торгівлею внутрішніми органами, але законодавство відповідає мінімальним вимогам американського закону 2000 року щодо захисту жертв (англ. Trafficking Victims Protection Act’s) не повною мірою, країна перебуває у списку другого рівня.

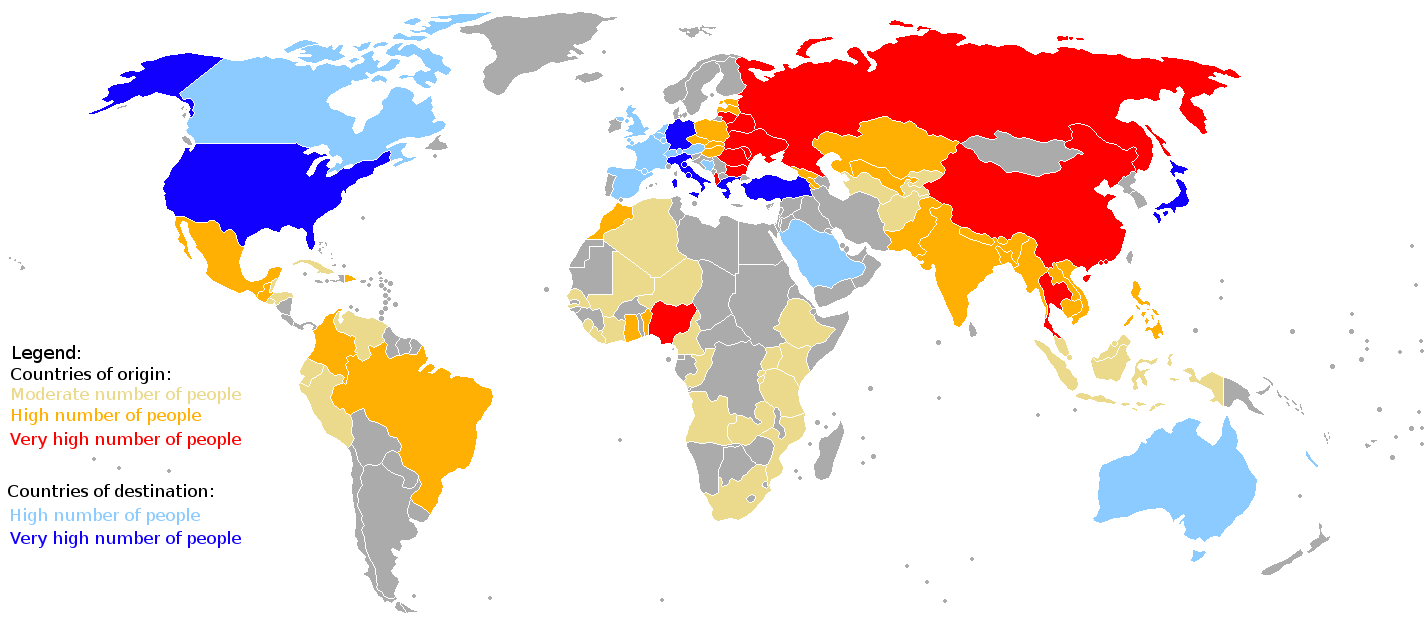
Країни-донори (червоний) і країни-реципієнти кримінальних потоків  (англ.)
Глобальна боротьба з торгівлею людьми (англ.)

## Гендерний стан
Статеве співвідношення (оцінка 2015 року):
- при народженні — 1,05 особи чоловічої статі на 1 особу жіночої;
- у віці до 14 років — 1,04 особи чоловічої статі на 1 особу жіночої;
- у віці 15—24 років — 1,01 особи чоловічої статі на 1 особу жіночої;
- у віці 25-54 років — 0,91 особи чоловічої статі на 1 особу жіночої;
- у віці 55-64 років — 0,91 особи чоловічої статі на 1 особу жіночої;
- у віці старше за 64 роки — 0,87 особи чоловічої статі на 1 особу жіночої;
- загалом — 0,97 особи чоловічої статі на 1 особу жіночої[1].

## Демографічні дослідження
Демографічні дослідження у країні ведуться рядом державних і наукових установ:

### Українською
- Атлас. 10—11 клас. Економічна і соціальна географія світу / упорядники :  О. Я. Скуратович, Н. І. Чанцева. — К. : ДНВП «Картографія», 2010. — ISBN 978-966-475-639-3.
- Атлас світу / голов. ред. І. С. Руденко ; зав. ред. В. В. Радченко ; відп. ред. О. В. Вакуленко. — К. : ДНВП «Картографія», 2005. — 336 с. — ISBN 9666315467.
- Безуглий В. В. Економічна і соціальна географія зарубіжних країн : Навчальний посібник. — К. : ВЦ «Академія», 2007. — 704 с. — ISBN 978-966-580-239-6.
- Безуглий В. В., Козинець С. В. Регіональна економічна і соціальна географія світу : Навчальний посібник. — видання 2-ге, доп., перероб. — К. : ВЦ «Академія», 2007. — 688 с. — ISBN 966-580-144-9.
- Головченко В. І., Кравчук О. Країнознавство: Азія, Африка, Латинська Америка, Австралія і Океанія. — К., 2006. — 335 с. — ISBN 966-8939-04-2.
- Гудзеляк І. І. Географія населення: Навчальний посібник / І. Гудзеляк. — Л. : Видавничий центр ЛНУ імені Івана Франка, 2008. — 232 с. — ISBN 978-966-613-599-8.
- Дахно І. І. Країни світу: Енциклопедичний довідник / І. І. Дахно, С. М. Тимофієв. — К. : Мапа, 2011. — 606 с. — (Бібліотека нового українця) — ISBN 978-966-8804-23-6.
- Дахно І. І. Економічна географія зарубіжних країн : навчальний посібник. — К. : Центр учбової літератури, 2014. — 319 с. — ISBN 978-611-01-0682-5.
- Джаман В. О. Регіональні системи розселення: демографічні аспекти. — Чернівці : Рута, 2003. — 392 с. — ISBN 9665685988.
- Дорошенко Л. С. Демографія: Навчальний посібник. — К. : МАУП, 2005. — 112 с. — ISBN 966-608-442-2.
- Дубович І. А. Країнознавчий словник-довідник. — 5-те вид., перероб. і доп. — К. : Знання, 2008. — 839 с. — ISBN 978-966-346-330-8.
- Економічна і соціальна географія країн світу. Навчальний посібник / За ред. Кузика С. П. — Л. : Світ, 2002. — 672 с. — ISBN 966-603-178-7.
- Загальна медична географія світу / В. О. Шевченко [та ін.] — К. : [б.в.], 1998. — 178 с.
- Книш М. М., Мамчур О. І. Регіональна економічна і соціальна географія світу (Латинська Америка та Карибські країни, Африка, Азія, Океанія) : навч. посіб. — Л. : ЛНУ ім. Івана Франка, 2013. — 368 с. — ISBN 978-617-10-0007-0.
- Крисаченко В. С. Динаміка населення: Популяційні, етнічні та глобальні виміри. — К. : Видавництво Національного інституту стратегічних досліджень, 2005. — 368 с. — ISBN 966-554-083-1.
- Кузик С. П., Книш М. М. Економічна і соціальна географія країн Америки : навч. посіб. — Л. : ЛНУ ім. Івана Франка, 1999. — 299 с. — ISBN 966-613-026-2.
- Любіцева О. О., Мезенцев К. В., Павлов С. В. Географія релігій. — К. : АртЕК, 1999. — 504 с. — ISBN 966-505-006-0.
- Масляк П. О. Країнознавство. — К. : Знання, 2007. — 292 с. — (Вища освіта XXI століття)
- Масляк П. О., Дахно І. І. Економічна і соціальна географія світу / П. О. Масляк, І. І. Дахно ; за ред. П. О. Масляка. — К. : Вежа, 2003. — 280 с. — ISBN 966-7091-53-8.

### Російською
- (рос.) Гватемала // Демографический энциклопедический словарь / главн. ред. Валентей Д. И. — М. : Советская энциклопедия, 1985. — 608 с.
- (рос.) Гватемала // Латинская Америка. Энциклопедический справочник [в 2-х тт.] / Главный редактор В. В. Вольский. — М. : Советская энциклопедия, 1979. — Т. 1. А-К. — 576 с.
- (рос.) Гватемала // Страны и народы. Америка. Общий обзор Латинской Америки. Средняя Америка / Редкол. : отв. ред. В. В. Вольский, Я. Г. Машбиц и др. — М. : «Мысль», 1981. — 333 с. — (Страны и народы) — 180 тис. прим.
- (рос.) Атлас народов мира / Отв. ред. С. И. Брук и В. С. Апенченко. — М. : ГУГК ГГК СССР и Институт этнографии им. Н. Н. Миклухо-Маклая АН СССР, 1964. — 185 с. — 20 тис. прим.
- (рос.) Численность и расселение народов мира. Этнографические очерки / под ред. С. И. Брука. — М. : Издательство АН СССР, 1962. — 487 с.
- (рос.) Лаппо Г. М. География городов: Учебное пособие для географических факультетов вузов. — М. : Туманит, изд. центр ВЛАДОС, 1997. — 476 с. — ISBN 5-691-00047-0.
- (рос.) Ягельский А. География населения. — М. : Прогресс, 1980. — 383 с.